# Herb chłopski

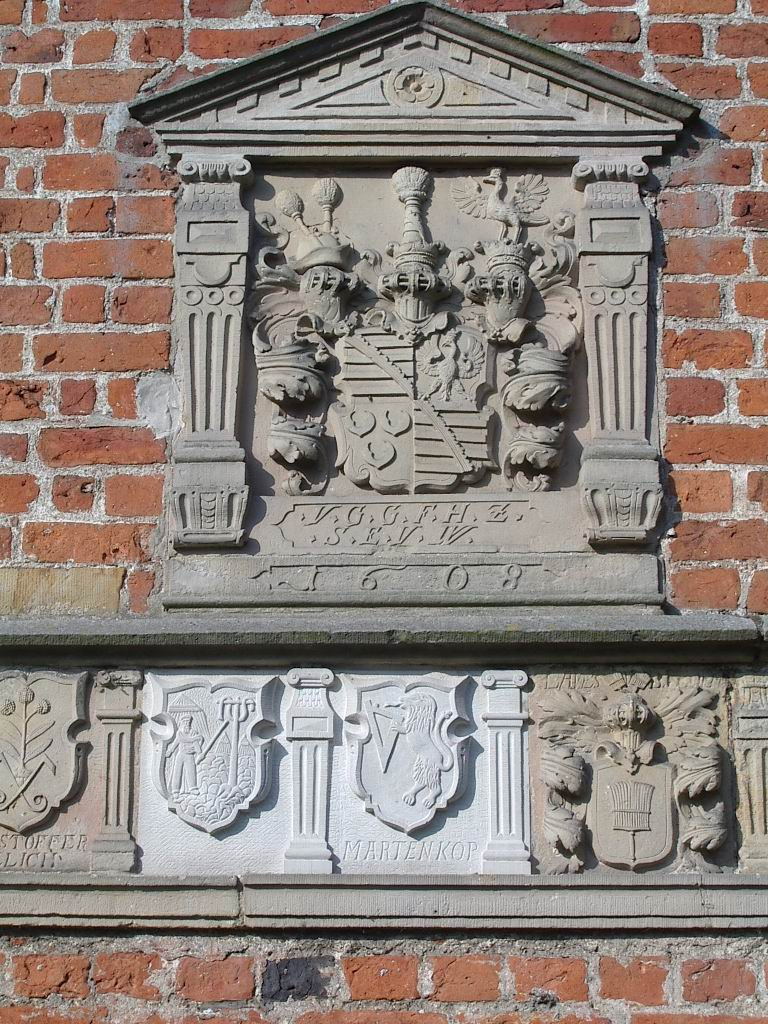
Herby chłopskie na kościele w Lüdingworth, Dolna Saksonia

Herb chłopski – herb używany przez rodziny lub osoby stanu chłopskiego.
Stosunkowo rzadko używany, głównie w krajach o istniejącej warstwie bogatego wolnego chłopstwa, spotykany w Szwajcarii, niektórych krajach niemieckich (Fryzja, Dolna Saksonia) i Holandii. Prawo używania herbów miały także rodziny chłopskie w Portugalii, pod warunkiem nieużywania w swych herbach tynktur złotej i srebrnej. 
W Polsce w zasadzie nieznany, podobno występował niekiedy na Pomorzu. Pojawia się od XV w., najczęściej jako znak osobisty, a nie rodowy. Czasami przyjmowany samodzielnie, dla celów praktycznych (np. jako wizerunek pieczętny), czasem nadawany listem herbowym. Zwykle zawiera godła związane z rolnictwem lub hodowlą, np. pług, kosa, nóż ogrodniczy, grabie itp.
Zazwyczaj rodziny chłopskie używały gmerków, czasem poddanych heraldyzacji przez umieszczanie na tarczy.